# Étienne Lamotte
Étienne Lamotte (Dinant, 21 novembre 1903 – Bruxelles, 5 maggio 1983) è stato un presbitero, storico delle religioni e orientalista belga, esperto di dottrina e storia del Buddhismo indiano.

## La vita e gli studi
Sacerdote cattolico, fu professore presso l'Université Catholique di Louvain-la-Nevue. Collaborò per dieci anni con un altro grande orientalista ed esperto di Buddhismo, Louis de La Vallée-Poussin (1869-1938).
Soggiornò a Roma nel 1926 e 1927 e a Parigi tra il 1931 e il 1932. A lui si devono prestigiosi lavori di carattere esegetico sui śāstra buddhisti conservati nel Canone cinese e nel Canone tibetano.
Fu tra i primi a studiare il pensiero cittamātra dove produsse, nel 1935, un lavoro sul Saṃdhinirmocana sūtra e, nel 1939,  uno sul Mahāyānasaṃgraha di Asaṅga.
Successivamente si rivolse allo studio delle opere di Vasubhandu, fratello, anche lui di scuola cittamātra, di Asaṅga, con particolare riguardo al Karmasiddhiprakaraṇa.
Infine le attenzioni di Lamotte si concentrarono sul pensiero madhyamaka di Nāgārjuna (II sec.) e Candrakīrti (VII sec.), che riguardarono il resto della sua vita.
Dopo aver tradotto e commentato il diciassettesimo capitolo delle Prasannapadā di Candrakīrti (a sua volta un commentario alla Mūla-madhyamaka-kārikā di Nāgārjuna) operò la traduzione e un commentario di primissimo livello sul Mahāprajñāpāramitopaśa (anche Mahāprajñāpāramitā-śāstra, cin. 大智度論 Dà zhìdù lùn, giapp. Daichidoron, T.D. 1509, 25.57c-756b, conservato nel Shìjīnglùnbù). Questa opera, un vero e proprio trattato enciclopedico del Buddhismo Mahāyāna che la tradizione vuole composta da Nāgārjuna, fu tradotta dal sanscrito al cinese in cento fascicoli da Kumārajīva (344-413). Anche Lamotte ritenne fino al terzo volume della sua traduzione che l'autore potesse essere Nāgārjuna, ma poi manifestò dei forti dubbi al riguardo.
Successivamente tradusse anche il Vimalakīrti Nirdeśa sūtra (1962) e il Śūraṃgamasamādhi sūtra (1965) due importanti sutra mahāyāna.
Tra le altre opere, conserviamo di Lamotte la Historie de bouddhisme indien des origines à l'ère Śaka, un poderoso studio fondato su una esegesi di testi in diverse lingue (tra le altre, oltre il sanscrito, anche il greco e il cinese) e che riassume varie ricerche in campo filologico, archeologico e storico.

## Le opere

### Le traduzioni
- Samdhinirmocanasūtra. L'explication des mystères, Bibliothèque de l'Université, A. Maisonneuve, Louvain et Paris, 1935
- L'Enseignement de Vimalakīrti (Vimalakīrtinirdeśa) (1962)
- Vasubandhu: Le Traité de l'acte de Vasubandhu Karmasiddhi-prakaraņa, Imprimerie Sainte Catherine, Bruges, 1936
- Asaṅga: La Somme du Grand Véhicule. Mahāyānasamgraha, Bureau du Muséon, Louvain, 2 vol., 1939
- Nāgārjuna: Le Traité de la grande vertu de sagesse de Nāgārjuna, Mahāprajñāpāramitāśāstra, traduit en chinois par Kumārajīva, Bureaux du Muséon, Louvain, vol. 1, 1944 ; vol. 2, 1949 ; vol. 3, 1970 ; vol. 4, 1976 ; vol. 5, 1980.

### Gli studi
- Notes sur la Bhagavadgita, prefazione di Louis de La Vallée-Poussin, Paul Geuthner, Paris, 1929
- Histoire du bouddhisme indien. Des origines à l'ère Saka, Publications universitaires & Institut orientaliste, Louvain, 1958